# Museo de sitio de Xochicalco
El Museo de sitio de Xochicalco es un inmueble adjunto al sitio arqueológico del mismo nombre en el estado de Morelos, en México. Está ubicado en la Carretera Federal Xochicalco-Tetlama sin número, en la Col. Xochicalco, en Miacatlán.     

## Salas de exhibición
En la primera sala se describen los aspectos físicos y naturales del territorio en sus periodos de ocupación, junto con sus relaciones comerciales con otros pueblos. En la segunda se describe la organización de los estratos sociales xochicalcas. El recorrido continúa con la sala dedicada a la arquitectura de la ciudad denotando el sentido de fertilidad, tan presente en la vida de la comunidad. Las dos siguientes describen la elaboración de objetos cotidianos en los ámbitos domésticos, laborales y religiosos; y el gran espectro de deidades. En la última se presenta la ambientación de una casa tradicional.     

## Aspecto de sustentabilidad
El museo se emplaza en un predio de 12.676 m² sin servicios urbanos de drenaje, agua potable ni electricidad, por lo que el inmueble fue concebido como autosuficiente en sus servicios y climatización, considerándolo como el primer museo ecológico del mundo. Conduce y usa luz natural, cuenta con celdas fotovoltaicas para generar su propia energía eléctrica. Cuenta con cisternas subterráneas de 550.000 litros de capacidad que captan el agua pluvial y con un tratamiento de aguas residuales usadas para el riego de algunas áreas verdes.